# Ramgamati
Rangamati fou una antiga ciutat del districte de Murshidabad a Bengala Occidental a la dreta del riu Bhagirathi-Hoogly, a uns 25 km més avall de Baharampur. Encara que les ruïnes no estan molt ben conservades, la seva història és important. Les ruïnes les formen restes d'edificis, tancs d'aigua, baonis, i abundant ceràmica.
El nom vol dir «Terra Roja» i la llegenda diu que Bibisan, germà de Ravana, fou convidat a una festa per un braman pobre a Rangamati i en agraïment va fer ploure or; altres atribueixen el miracle a Bhu Deb. El capità Layard diu que el seu nom antic fou Kansonapuri (derivat de Karn-sona-ka-ghar) i que fou construïda per un maharaja de Bengala de nom Kurun Sen, que residia a Gaur. Karn-sona-ka-ghar seria de fet el nom Karna-suvarna, aplicat a l'antic regne de Bengala que va visitar el pelegrí xinès Hiuen Tsiang vers el 639 i que sembla que incloïa Bardwan i Birbhum. Long diu que fou un fawjdar en el període mogol i el raja (zamindar) era un personatge notable i que en ocasió de la gran punya a Mutijhil el 1767 va rebre un khilat de valor de 7.278 rupies, tant com el zamindar de Nadia. Els britànics la van preferir a Barhampur per construir quarters militars i el 1846 hi van planejar un sanatori. La Companyia Britànica de les Índies Orientals hi va tenir una factoria de seda però la va vendre el 1835. El 1881-1882 fou declarat un lloc malsà quan la major part dels habitants foren afectats de malària, i abandonada.